# Semicassis undulata
Semicassis undulata (nomeada, em inglêsː Mediterranean bonnet; em alemãoː Mittelmeer-Helmschnecke; na tradução para o portuguêsː "chapéu do Mediterrâneo"; cientificamente denominada Phalium granulatum undulatum durante o século XX, uma subespécie de Semicassis granulata (Born, 1778)) é uma espécie de molusco gastrópode marinho predador pertencente à família Cassidae. Foi classificada por Johann Friedrich Gmelin em 1791; descrita como Buccinum undulatum na obra Caroli a Linnaei Systema Naturae per Regna Tria Naturae, Ed. 13. Tome 1(6). G.E. Beer, Lipsiae; Leipzig. pp. 3021-3910. É nativa do leste do oceano Atlântico; no mar Mediterrâneo e arquipélagos da ilha da Madeira, Açores e Canárias. O animal pode ser usado para a alimentação humana.

## Descrição da concha
Conchas até 9 ou 13 centímetros; sem perióstraco, porém com opérculo córneo em forma de leque; ovaladas e com superfície dotada de escultura com faixas espirais em sulco, bem visíveis; de coloração creme com manchas castanhas. Espiral moderadamente baixa e com protoconcha de 4 voltas lisas e vítreas. Escudo parietal em aba, dotado de inúmeras elevações de aspecto granuloso, visto por baixo, de cor branca. Lábio externo espesso e liso, com projeções internas semelhantes a dentes. Columela dotada de ranhuras. Sem varizes de crescimento ou ocasionalmente com 1 a 3 varizes. Canal sifonal curto, formando uma dobra sifonal.

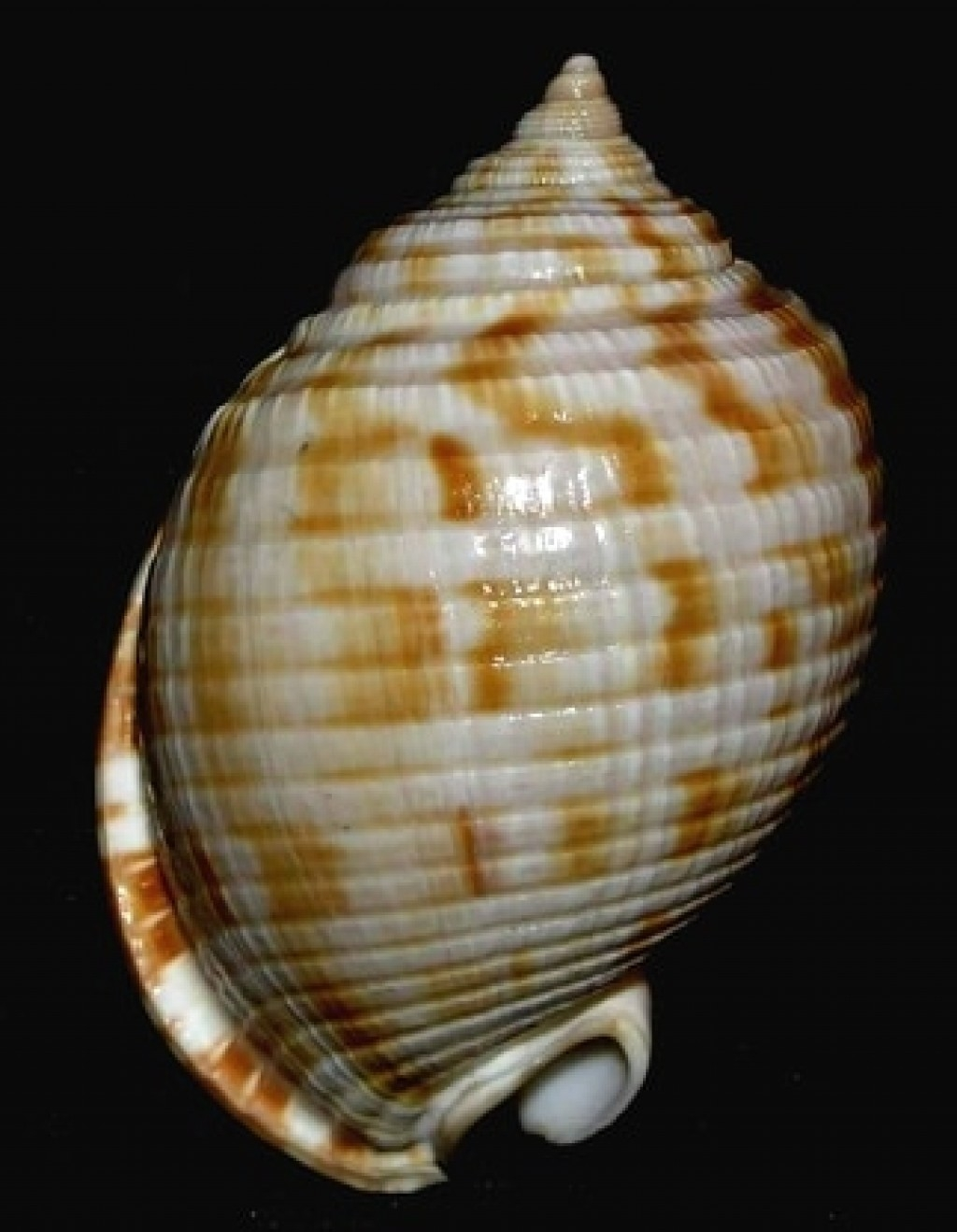
Fotografia da vista superior da concha de S. undulata; espécime da Sicília (Itália).

## Habitat
Assim como Semicassis granulata, esta espécie ocorre em substrato arenoso ou rochoso, ou em bancos de areia em alto-mar.

## Subespécie deSemicassis granulata(Born, 1778)
Quando esta espécie esteve denominada Phalium granulatum ela continha três subespéciesː Phalium granulatum granulatum (do Caribe), Phalium granulatum undulatum (do mar Mediterrâneo) e Phalium granulatum centiquadratum (do oceano Pacífico, na América Central). Estas duas últimas subespécies foram elevadas à categoria de espécieː Semicassis undulata (Gmelin, 1791) e Semicassis centiquadrata (Valenciennes, 1832).